# La Guadalupe
La Guadalupe là một khu tự quản thuộc tỉnh Guainía, Colombia. Thủ phủ của khu tự quản La Guadalupe đóng tại La Guadalupe Khu tự quản La Guadalupe có diện tích  ki lô mét vuông. Đến thời điểm ngày 28 tháng 5 năm 2005, khu tự quản La Guadalupe có dân số 78 người.